# جهاد ابتدایی

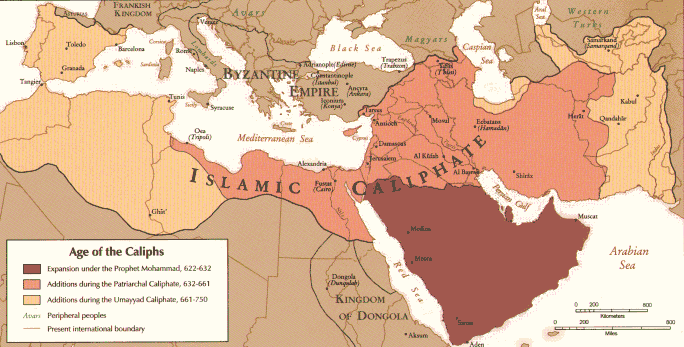
گستره قلمروی اسلامی

جهاد ابتدایی یا جهاد تهاجمی یکی از انواع جهاد نزد مسلمانان است که بر خلاف جهاد دفاعی انگیزه آن طرد موانع دعوت غیر مسلمانان به اسلام، یا دفع خطر حمله آنان است، بدون این که از سوی آن‌ها حمله‌ای صورت گیرد در صورتی که بیم حمله آن‌ها به وطن اسلامی یا به مسلمان‌ها وجود داشته باشد یا موانع تبلیغ دین اسلام توسط حکومت‌ها قرار داده شده باشد. از شرایط جهاد ابتدایی این است که ابتدا دین اسلام را معرفی و به آن دعوت کنند و دلایل و براهین و معجزات لازمه را ارائه دهند که مصداق این در قرآن عبارت قد تبین الرشد من الغی می‌باشد. در کتاب اصول کافی، ج ۱، ص ۳۳۵، از علی ابن ابی طالب در این باره نقل شده‌است که: «پیامبر مرا روانه یمن کرد و فرمود: یا علی! اگر فردی را به اسلام دعوت نکرده‌ای با او نجنگ؛ به خدا قسم اگر خدا یک تن را به دست تو هدایت پیدا کند، بهتر از چیزهایی است که خورشید بر آن طلوع و غروب می‌کند». جنگ‌هایی در زمان پیامبر اسلام محمد و چهار خلیفه و امامان شیعه و بنی امیه نیز صورت گرفت است که باعث گسترش قلمروی اسلامی شده‌است. ایران یکی از کشوری‌های است که به وسیلهٔ جهاد ابتدایی فتح شده‌است.

## فلسفه جهاد ابتدایی
جهاد ابتدایی مبارزه با کسانی است که با انتشار اسلام مبارزه می‌کنند و اول باید به صورت مسالمت‌آمیز و اگر نشد با توسل بزور باشد تا این موانع را برطرف کند و خود یک نوع از قید اسارت و بردگی فکری و اجتماعی آزاد کردن است. جهاد ابتدایی برای کشورگشایی و اجبار افراد به آیین اسلام نبوده بلکه برای سرنگون کردن نظام‌های نادرست و ستمگرانه و اجازه یافتن مردم برای مطالعه آزاد دربارهٔ مذهب و شیوه‌های زندگی اجتماعی بوده‌است.

## جهاد از دیدگاه شیعه
دربارهٔ این که آیا این جهاد در نبود پیامبر اسلام یا امامان معصوم جایز است، اختلافاتی وجود دارد. برخی می‌گویند که تا زمان ظهور حضرت موعود و دستور مستقیم او نمی‌توان جهاد ابتدایی کرد. برخی از محققان اسلامی نیز معتقدند که در دین اسلام جهادی به نام جهاد ابتدائی وجود ندارد.

برخی از محققان شیعه مانند محمدهادی معرفت، حسین نصر، مصطفی محقق داماد جهاد را کلا جهاد دفاعی می‌دانند و معتقدند که در اسلام جهادی به نام جهاد ابتدائی وجود ندارد.

### جهاد ابتدایی هنگام غیبت
در جهاد ابتدایی بدون امام معصوم اختلافاتی وجود دارد که برخی از آن‌ها این‌گونه است:
شیخ مفید:
اجرای حدود وظیفه حاکم اسلامی است که از طرف خدا گماشته شده باشد و آن‌ها پیشوایان هدایت از خاندان پیامبر هستند و همچنین دیگر فرمانروایان و امیرانی که آن‌ها را امامان معصوم برای این کار نصب کرده باشند. ائمه این مسوولیت را به فقیهان شیعه تفویض کرده‌اند تا در صورت امکان آن را اجرا کنند. کسی که بتواند حدودشرعی را بر فرزندان و غلامان خود اجرا کند و از ضرر رساندن حاکم ظالم نترسد باید آن را اجرا کند
شیخ طوسی:
با فراهم شدن چند شرط، جهاد واجب می‌شود: امام عادلی ظهور داشته باشد که بدون فرمان او برای مسلمان‌ها جهاد جایز نیست یا نماینده او برای سرپرستی امورمسلمان‌ها، حضور داشته باشد و سپس آن‌ها را به جهاد دعوت کند. در این صورت بر مسلمان‌ها جهاد واجب می‌شود و باید برای جهاد قیام کنند.
محمد بن علی بن حمزه طوسی:
جهاد یکی از واجبات دین اسلام است… جهاد با سه شرط واجب می‌شود: یکی این که امام عادل یا منصوب از طرف امام، برای جهاد حاضر باشد…
محمد بن ادریس حلی:
جهاد با چند شرط واجب می‌شود: امام عادل و دادگری که بدون امر او و وجود او جهاد جایز نیست، درمیان مردم ظاهر و آشکار باشد یا کسی که امام او را به سرپرستی امورمسلمان‌ها در خصوص جهاد تعیین کند حاضر باشد
محقق حلی:
جهاد واجب کفایی است به شرط این که امام یا کسی که امام او را برای جهاد نصب کند وجود داشته باشد